# Дуеро
Дуеро или Доуро (на испански: Duero; на португалски: Douro) е третата по дължина река на Пиренейския полуостров, протичаща през Северна Испания (автономна област Кастилия и Леон) и Северна Португалия (окръзи Браганса, Гуарда, Визеу, Виля Реал, Порту и Авейру), вливаща се в Атлантическия океан. Дължината ѝ е 897 km, от които 572 km в Испания, 213 km в Португалия и 112 km по границата между двете държави. Площта на водосборния ѝ басейн е 97 290 km².

## Географска характеристика

### Извор, течение, устие
Река Дуеро води началото си на 2065 m н.в. от южното подножие на масива Урбьон (2223 m), в северозападната част на Иберийските планини, в северозападна част на провинция Сория, автономна област Кастилия и Леон. В началото тече на югоизток, при град Сория завива на юг, а след град Алмасан – на запад и с малки отклонения запазва това си направление до устието. В горното и средното течение чрез дълбока и тясна долина пресича по цялото протежение от изток на запад Старокастилското плато. След като се спусне от платото на протежение от 110 km (по границата между Испания и Португалия) Дуеро тече през един от най-грандиозните европейски каньони (дълбочина 200 – 500 m, ширина на коритото до 30 – 40 m). След сато излезе от каньона, вече на територията на Португалия под името Дору в началото тече в широка долина сред нископланински и хълмисти местности, а в най-долното си течение – по Приморската низина. Влива се в Атлантическия океан чрез естуар при град Порто.

### Водосборен басейн, притоци
Водосборният басейн на Дуеро обхваща площ от 97 290 km², като басейнът му е добре развит наляво и надясно, простиращ се между Галисийския масив и Кантабрийските планини на север, Иберийските планини на североизток и Централната Испанска Кордилиера на юг. На северозапад и север водосборният басейн на Дуеро граничи с водосборните басейни на реките Ови, Каваду, Лима, Миньо, Налон, Дева и други по-малки, вливащи се директно в Атлантическия океан, на североизток и изток – с водосборния басейн на река Ебро (от басейна на Средиземно море), а на юг – с водосборните басейни на реките Тахо, Мондегу и Вога (от басейна на Атлантическия океан).
Основни притоци:
- леви – Ратуера (46 km, 823 km²), Риаса (113 km, 1132 km²), Дуратон (114 km, 1510 km²), Сега (149 km, 2579 km²), Адаха (176 km, 5304 km²), Сапардиел (105 km, 1456 km²), Трабанкос (82 km, 708 km²), Гуареня (65 km, 1077 km²), Тормес (247 km, 7096 km²), Уебра (134 km, 2808 km²), Агеда (141 km, 2660 km²), Коа (135 km, 2521 km²), Паива (112 km, 1077 km²);
- десни – Арандиля (51 km, 237 km²), Писуерга (283 km, 15 828 km²), Валдерадуей (158 km, 3679 km²), Есла (285 km, 16 163 km²), Сабор (116 km), Туа (180 km, с Туела), Тамига (145 km), Соуса (51 km, 559 km²).[1]

### Хидроложки показатели
Река Тахо има предимно дъждовно подхранване и ясно изразено зимно и пролетно пълноводие, като често явление са бурното прииждане на реката, когато нивото в тесните участъци се покачва с 15 – 20 m, а в широките и равнинни участъци причинява големи наводнения. Средният годишен отток в устието ѝ е около 700 m³/sec, максималният – над 15 000 m³/sec.

## Стопанско значение, селища
Река Дуеро има важно хидроенергийно, транспортно и иригационно значение. По течението ѝ и по някои от десните ѝ притоци са изградени няколко големи язовира – „Куерда дел Носа“, „Рикобайо“, „Бимпоща“ „Сауселе“ и др. в Испания и в големия каньон между двете държави, като в основите на преградните им стени действат мощни ВЕЦ-ове (една от тях е най-голямата ВЕЦ в Западна Европа). Река Дуеро е плавателна за плиткогазещи речни съдове по време на пълноводие на 200 km от устието си до устието на река Коа. Основно в средното ѝ течение голяма част от водите ѝ се отклоняват за напояване на житницата на Испания в провинции Валядолид и Паленсия.
Долината на Дуеро е гъсто заселена, като най-големите селища са:
- Испания – Сория и Алмасан (провинция Сория); Аранде де Дуеро (провинция Бергос); Тудела де Дуеро и Тордесиляс (провинция Валядолид); Торо и Самора (провинция Самора).
- Португалия – Пезо да Регуа (окръг Виля Реал); Гондомар, Вила Нова ди Гая и Порту (окръг Порту)[1].